# مقصبة

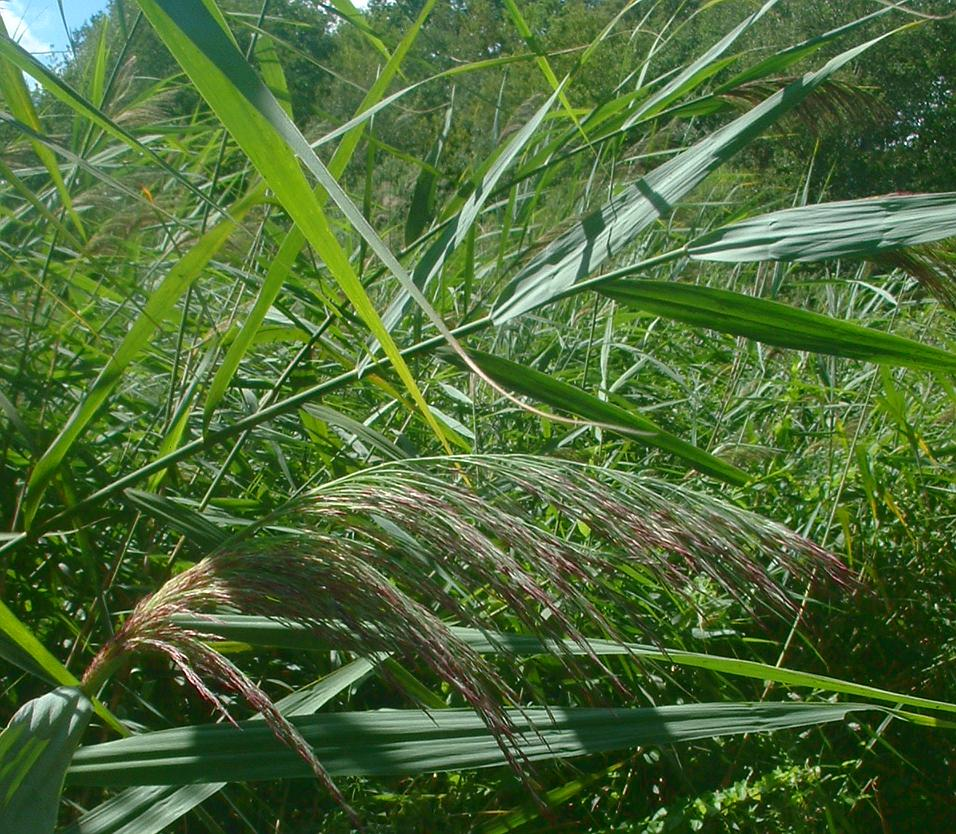
المقصبة في الصيف

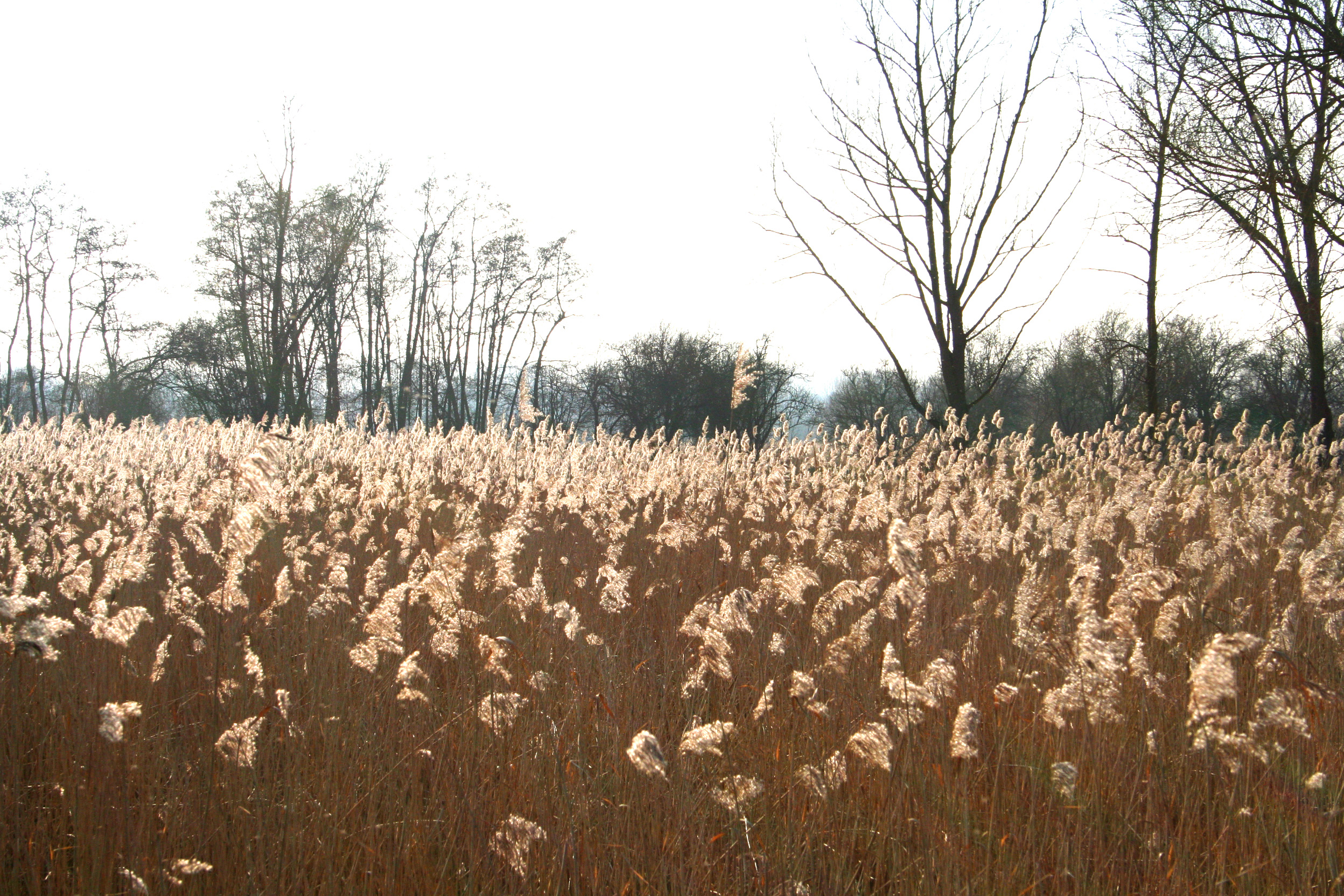
المقصبة في فصل الشتاء

المقْصَبة أو أباءة (بالإنجليزية: Reed bed)، هي موائل طبيعية تًعتبر جزء من سلسلة متوالية من أنواع مُختلفة من النباتات القصبية، توجد في السهول الفيضية والمياه الضحلة، ومصبات الأنهار. مع تقدم عمر المقصبات، فإنها تبني طبقة كبيرة من المخلفات ترتفع في نهاية المطاف فوق مستوى المياه وتوفر فرصًا لأراضي الأشجار القمئية أو غزو الغابات. تتميز بقدرة طبيعية على معالجة المياه لهذا يتم استخدام مقصبات اصطناعية لإزالة الملوثات من المياه الملوثة.

## أنواع
تتنوع المقصبات في أنواعها، اعتمادًا على مستويات المياه داخل نظام الأراضي الرطبة والمناخ والتغيرات الموسمية وحالة المغذيات والملوحة في الماء. مستنقعات القصب تحتوي على 20 سم أو أكثر من المياه السطحية خلال فصل الصيف وغالبا ما تستخدمها أنواع من اللافقاريات والطيور.

## الحيوانات البرية
تتكون معظم المقصبات الأوروبية بشكل أساسي من القيصوب ولكنها تشمل أيضًا العديد من الفصائل الطويلة الأخرى التي تتكيف مع النمو في الظروف الرطبة، وتشمل أيضًا الأعشاب الأخرى مثل عشب القصب الحلو، والخرفار القصبي، وأنواع المرجية القصبية، ونباتات السعادى الكبيرة، والسوسن الأصفر، والعناز الخيمي. تشمل أيضًا العديد من ثنائيات الفلقة، مثل النعناع المائي وزهرة الحواشي الغديرية وأنواع أذن الفأر، وغيرها الكثير.
تتكيف العديد من الحيوانات للعيش في المقصبات. وتشمل من الثدييات مثل الثعلب الأوراسي ، القندس الأوروبي، ثور الماء، فأر الحصاد الأوراسي وزبابة الماء، و من الطيور مثل الواق الأوراسي ، البلشون الأرجواني ، أبو الملعقة الأوراسي ، المرعة المائية (وغيرها من التفلقية) والكثير من أنواع الطيور الأخرى.

## الاستخدامات

### منشآت الأراضي الرطبة
منشآت الأراضي الرطبة هي مستنقعات اصطناعية (تسمى أحيانًا حقول القصب) تستخدم القصب لتشكل جزءًا من أنظمة معالجة مياه الصرف الصحي على نطاق صغير. يتم تنظيف المياه المتدفقة عبر المقصبة الاصطناعية بواسطة الكائنات الحية الدقيقة التي تعيش على نظام الجذر والمخلفات. تستخدم هذه الكائنات الحية المجاري لمغذيات النمو، مما ينتج عنه تدفق سائل نظيف. تشبه العملية إلى حد كبير معالجة مياه الصرف الصحي التقليدية الهوائية، حيث يتم استخدام نفس الكائنات الحية، باستثناء أن أنظمة المعالجة التقليدية تتطلب تهوية اصطناعية.

### أحواض المعالجة

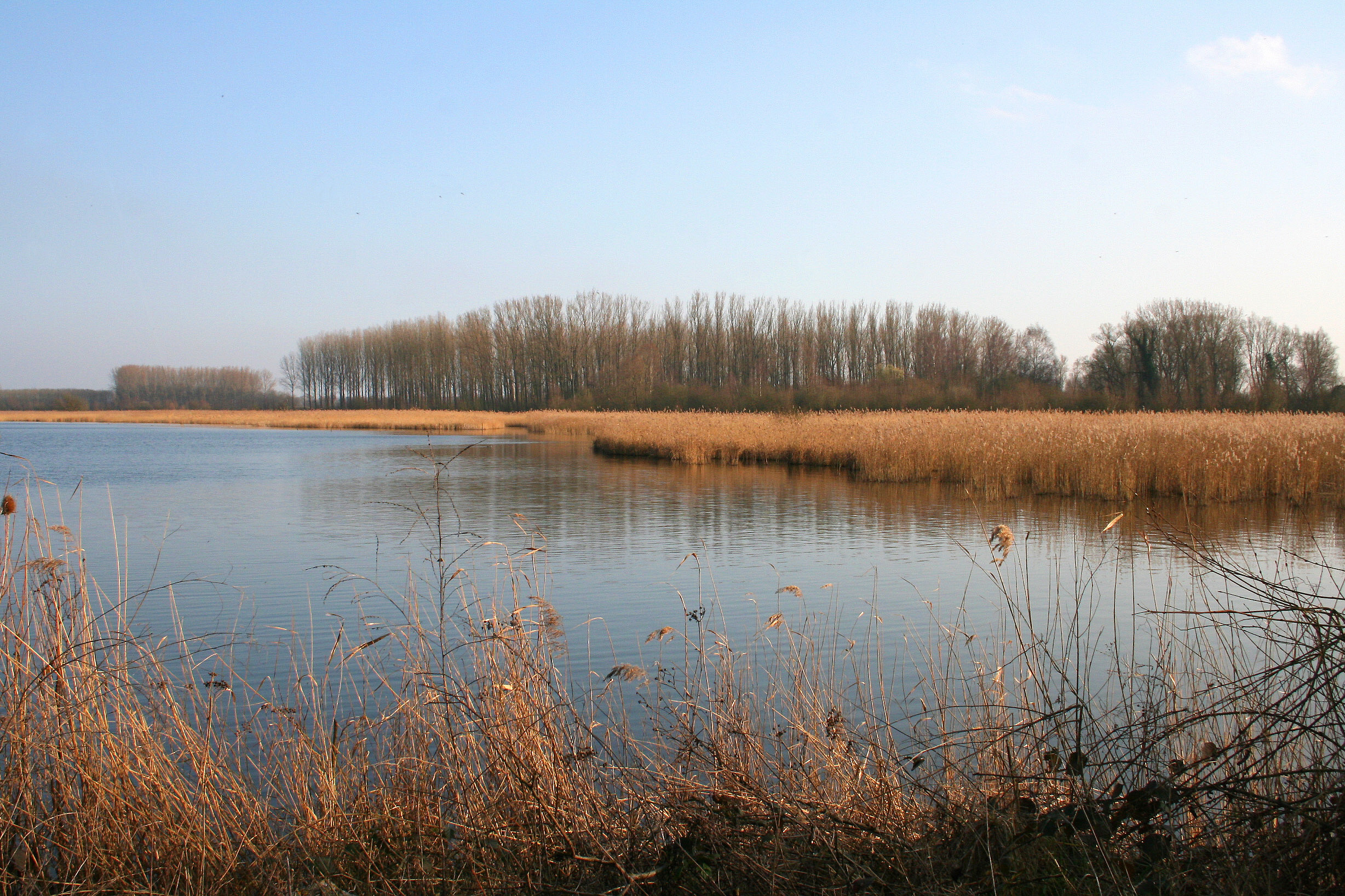
مقصبة في بلجيكا

أحواض المعالجة عبارة عن تشكيلات صغيرة من منشآت الأراضي الرطبة والتي تستخدم المقصبة أو غيرها من نباتات المستنقعات لتشكيل نظام معالجة مياه أصغر. على غرار الأراضي الرطبة المبنية، يتم تنظيف المياه المتدفقة عبرالمقصبة بواسطة الكائنات الحية الدقيقة التي تعيش على نظام الجذر. تستخدم هذه الأحواض لمعالجة المياه لمنزل واحد أو حي صغير.